# Phalops divisus
Phalops divisus, é uma espécie de escaravelho do esterco encontrado na Índia, Sri Lanka, e Paquistão.

## Descrição
Esta espécie amplamente oval e muito convexa tem um comprimento médio de cerca de 9 a 13 milímetros. Corpo em verde metálico brilhante, azul escuro ou acobreado. Elytra decorada com marcações amarelas. Há um patch triangular na borda externa logo atrás do meio. Alguns pontos amarelos adicionais encontrados mais perto da base e perto do meio da sutura. Grande parte do élitro do dorso é amarelada. Dorso ligeiramente brilhante e coberto por cerdas finas e eretas de cor amarela. Clípeo rugoso transversalmente e separado da testa por uma carena granulada. Pronoto bastante estreito e uniformemente granulado. Elytra profundamente estriado, com intervalos curtos e finos. Pygidium opaco e estreita e finamente granular ou estrigose. O macho tem clípeo liso na frente do que atrás. As pernas do homem são mais longas do que as da mulher. A fêmea tem um clípeo redondo fracamente bilobado.